# フォース・プリンス
フォース・プリンス (Fourth Plinth) は、トラファルガー広場の四隅のうち北西に置かれた台座 (plinth) のことである。もともとはウィリアム4世の騎馬像が設置されるはずだったが、資金不足により実現せず何も置かれないままになっていた。台座の扱いを巡って150年以上も議論が行われたが、1998年にロイヤル・ソサエティ・オブ・アーツ（王立技芸協会）が暫定的に彫刻作品を展示すべく3人の現代アーティストに制作を委託した。その直後に当時の文化・メディア・スポーツ大臣であったクリス・スミスが弁護士のジョン・モーティマーに公開調査の実施を依頼し、公共美術委員、批評家、市民代表から台座の扱いについて意見を募った。その最終報告では、記念のために単一の像や企画を永続的に設営するよりも現代アートの作品を順次展示していく方式が提言された。2003年にトラファルガー広場の所有権がウェストミンスター市議会から大ロンドン庁に移ったため、現行のロンドン市長によるフォース・プリンスの委託が始まるきっかけとなった。

## 台座
台座はトラファルガー広場の四隅に置かれている。南の台座はヘンリー・ハブロックとチャールズ・ジェームス・ネピアの像を戴いている。北の台座は騎馬像を載せられるように設計されているため南のものよりも大きい。北東の台座にはジョージ4世の騎馬像が置かれている。四番目の北西の台座は、チャールズ･バリーがデザインし、1841年に制作されたが、その上に設置するはずであった騎馬像は資金不足によって企画が流れ、そのまま空きになっていた。

## フォース・プリンス・プロジェクト(1999年–2001年)
1998年、ロイヤル・ソサエティ・オブ・アーツはフォース・プリンス・プロジェクトという構想を打ち上げた。これはキャス彫刻財団が委託、設置する現代アート作品によって台座を埋めようという計画だった。
| 写真       | 日程   | 作家                       | 題名                  | 作品 |
| ---------- | ------ | -------------------------- | --------------------- | --- |
| 外部リンク | 1999年 | マーク・ヴォリンガー       | Ecce Homo             | ヴォリンガーの「この人を見よ」は腰巻きだけを身につけ両手を背中で縛られた等身大のキリスト像で、頭には（茨の冠を思わせる）有刺鉄線の冠を戴いている。堂々とした彫刻にもかかわらず、その姿は巨大な台座のうえではとても小さく見えた。しかしこの像はとるにたらないものとして提示されてはない。その姿は小さく見えようとも眼には力が宿っているからである。これは偉大さに対する人間の失望を描いているという評者もいる。 |
| 外部リンク | 2000年 | ビル・ウッドロウ           | Regardless of History | 頭が本との木の根に挟まれ、押しつぶされている様を描いたブロンズ作品。男の耳は本に、眼は根に覆われており、過去に学ことのできない人類の無力さを描いている |
| 外部リンク | 2001年 | レイチェル・ホワイトリード | Monument              | ホワイトリードの『Monument』は、広場の台座を透明なレジンで成型したものを本物の台座のうえに逆さまにして置いた作品である。光がレジンを通して屈折し、天候の影響も受けてその色合いが変わった。 |

ロイヤル・ソサエティ・オブ・アーツによる1998年から2000年の企画展示を評価するために招集された委員会は、それが成功であったと結論し、「満場一致で、現行の国内外における一流アーティストによる現代アート作品を展示するために台座は使用されるべきであるとの提言をおこなった」。その後しばらく台座は空きのままであったが、新たに大ロンドン庁がトラファルガー広場とフォース・プリンスの主管となり、企画が進行した。

## フォース・プリンス・コミッション (2005年– )
実行委員会であるフォース･プリンス・コミッションはロンドン市の文化部が主導し、専門の委託グループが助言をおこなう。彼らは、プリンスの委託制作の管理、監督を行うために任命されたプロのアドバイザーである。
フォース・プリンスの委託グループの管理のもと、以下のアート作品が制作された。
| 写真       | 日程            | 作家                                              | 題名                                                  | 作品 |
| ---------- | --------------- | ------------------------------------------------- | ----------------------------------------------------- | --- |
|            | 2005年 – 2007年 | マーク・クイン                                    | Alison Lapper Pregnant                                | 高さ3.6メートル、重さ13トン。生まれつきの障害（アザラシ肢症）により腕がなく、脚も短いイギリス人アーティスト、アリソン・ラッパーの胸像。カッラーラの大理石を彫刻している。美と人間のフォルムそのものを公共空間において表現している。2012年の夏期パラリンピックの閉会式でクローズアップするため、より大きなスケールで再制作されている。 |
|            | 2007年          | トーマス・シュッテ                                | Model for a Hotel 2007 (Hotel for the Birds から改称) | 2007年11月7日公開。5メートル×4.5メートル×5メートル。色ガラスでつくられた21階立てのビルの建築模型である。ナショナル・ポートレート・ギャラリーの館長であり、当時のフォース･プリンス委託グループの議長であったサンディー・ネアンは、2004年にクインとシュッテの作品を市長に推薦した。曰く「色ガラスを通じた光の戯れは驚くほど官能的なものになるでしょう…輝きと明かりの彫刻のようにも感じられるはずです」。 |
|            | 2009年          | アントニー・ゴームリー                            | One & Other                                           | 企画が行われた7月から10月まで、一般から選抜された総勢2,400人が一時間ずつ交代で第四の台座のうえに立つというパフォーマンス･アートがゴームリーの『One&Other』である。台座に立つ人間は、何をしても構わないし、人の助けさえ借りなければ何を持ち込んでもよかった。企画の参加者（ボランティア）は、ウェブサイトを通じて応募が受け付けられ、台座に立つ人間は人種を問わず全英各地から選ばれた。安全のため、フォース・プリンスにはネットが張られ、6人1組の係員が24時間体制で巡視することで、例えば、参加者が野次を飛ばされることがないように配慮された。企画中は、テレビ局のスカイ･アーツによりインターネット中継で生放送された。ゴームリーはこう語っている。「軍人、告別、歴史をテーマにした像が置かれているトラファルガー広場というコンテクストにおいて、かつては記念碑的な芸術作品がおかれていた場所に普段着のまま人が昇ることで、私たちは、現代社会における一人一人の多様性、傷つきやすさ、その特殊さを振り返ることができるのだ。非日常的で予想もつかない何かをするために集まった人々というアートなのだ。悲劇的ではあるけれど、滑稽でもある」。 |
|            | 2010年 – 2012年 | インカ・ショニバレ                                | Nelson's Ship in a Bottle                             | ナイジェリア系イギリス人のトップアーティスト、ショニバレによるこの作品は、ネルソン提督の軍艦ヴィクトリー(HMS Victory) のレプリカにカラフルなアフリカンパターンをプリントした帆を張り、巨大なガラス瓶のなかにおさめてコルク栓をしたものである。ガラス瓶は長さ4.7メートル、半径が2.8メートルある。大ロンドン庁によれば、この作品は初めて「トラファルガー広場における歴史的シンボルに焦点を当て、有名な海戦を記念したアートであり、ネルソンの記念柱とも直接リンクしている。そして初めて黒人のイギリス人アーティストの作品でもある」。ネルソン提督のボトルシップの人気は高く、2012年の始めに撤去されたときは、韓国人コレクターに売却されるのではないかという懸念の声があがった。イギリスのNPO法人であるアート・ファンドはアーティストからこの作品を買い取る資金を集めるべく世論に呼びかける声明を発表した。2012年4月までで26万ポンドの寄付金が集まり、アート･ファンドとシニョバレのギャラリーを経営するスティーヴン・フリードマンからそれぞれ5万ポンドが拠出された。これはフォース・プリンスに設置された後に移設が行われた最初の作品でもあり、グリニッジの国立海事博物館のパーマネント・コレクションに加えられている。                                                                       |
|            | 2012年 - 2013年 | マイケル･エルムグリーン、インガー・ドラッグセット | Powerless Structures, Fig. 101                        | 高さ4.1メートル。ロッキングホース（揺り木馬）に乗った少年のブロンズ像。広場の像がどれも国王や軍人をたたえているのとは対照的に、この作品の意図は「成長することの英雄性」を描くことにあった。この像を除幕したジョアンナ・ラムレイは、少年像が「まったく脅迫的なところのない、愛らしい生き物」だと語った。ロッキングホースに乗った黄金の少年は若さと希望を讃美するものであり、オリンピックのイメージにふさわしく、世界中のテレビ番組で取りあげられ、無数の映画作品にも登場した。フォース・プリンスでの展示が終了すると、デンマークのアニー･オグ・オットー・デトレフ基金が作品を購入し、同国のイショイにあるアルケン近代美術館に寄贈した。作者の一人マイケル・エルムグリーンはイショイからほど近いコペンハーゲン出身である。もう一人の作者インガー・ドラッグセットの故郷であるノルウェーのトロンハイムもこの作品の購入の意思を示したことがある。館長のクリスチアン・ゲザーは「私はこの作品が披露された当時、ナショナル・ギャラリーにいたが、すぐにそのアイロニーとユーモアがアルケンという都市に完璧にマッチすると思ったんだ。この作品は、伝統と再生を共にそなえていて、軍人たちの敬礼を皮肉たっぷりに描いている。同時に、子供のおおらかさや人生への陽気なアプローチをたたえてもいるんだ」。 |
|            | 2013年 - 2015年 | カタリーナ・フリッチュ                            | Hahn/Cock                                             | 高さ4.72メートルの青い雄鶏の彫刻。ドイツ人アーティストのフリッチュによれば、この雄鶏は「再生と覚醒、力強さ」のシンボルである。 |
|            | 2015年          | ハンス・ハーケ                                    | Gift Horse                                            | 乗り手のいない骸骨の馬の彫刻を制作したハンス・ハーケは、この作品が経済学者のアダム・スミスとイギリスの画家ジョージ・スタッブスをたたえるものだと語っている。馬の骨格は、1766年の『馬の解剖学』からスタッブスがとった版画をもとにしている。馬の前足に巻かれたリボンは電光掲示板でもあり、ロンドン為替相場をライブで表示すことで、権力と金、歴史を結びつけることに成功している。『Gift Horse』は2015年3月5日に撤去された。 |
| 外部リンク | 2016年（計画）  | デイヴィッド・シュリグリー                        | Really Good                                           | サムアップした人間の手のブロンズ像。親指は大きく引き延ばされ、先端は10メートルに達する。 |

## 常設設置案
フォース･プリンスの最善の使用法については、なおも議論の対象となっている。
ネルソン･マンデラやマーガレット・サッチャー、エリザベス2世の像を永久的に設置する案がこれまでに検討されている。

## その他の利用法
民間企業も宣伝や大衆の耳目を集める場として、たいてい無許可で、第四の台座を使用している。例えば、2002年のFIFAワールドカップの開催期間中には、マダム・タッソーがデイヴィッド・ベッカムの像を設置したことがある。イギリスのテレビ局チャンネル4は、アイデント（つなぎの自局CM）として、フォース・プリンスの上にコンピューター・グラフィックスで自局のロゴが設置される動画をつくっている。

### フォース・プリンス・スクール・アワード
毎年行われるフォース・プリンス・スクール・アワードは、ロンドン市長によるフォース・プリンス・プログラムにおける教育プロジェクトの一環である。この賞はロンドンの小学校・中学校の生徒を対象とした制度で、フォース・プリンスに展示された作品を通じてクリエイティブ・シンキングを奨励するためコンテンストへの参加意欲を高めるものである。